# Brettstapel

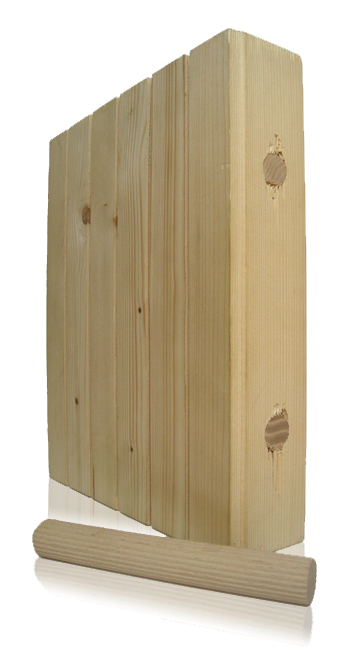
Brettstapel

Brettstapel (littéralement pile de planches), également connu sous le nom de dowellam au Royaume-Uni, est un système de construction en bois massif, fabriqué exclusivement à partir de poteaux en bois résineux reliés par des chevilles en bois dur. Il s'agit d'une méthode de construction relativement simple qui exploite du bois de qualité inférieure, qui ne convient normalement pas à une utilisation dans la construction, pour former des panneaux de mur, de plancher et de toit en bois massif porteur.
Brettstapel utilise des chevilles en bois dur avec une teneur en humidité inférieure à celle des poteaux en bois tendre. Au fil du temps, les chevilles se dilatent pour atteindre l'équilibre d'humidité, liant fermement les poteaux et créant un système porteur structurel cohérent.
C'est l'une des rares méthodes de construction pouvant être entièrement fabriquées à partir de bois. Bien que certaines variantes utilisent encore de la colle et des clous, ceux-ci ne sont pas indispensables, et évitant ces moyens, une qualité de l'air intérieur plus saine peut être assurée. Le bois lui-même emprisonne de grandes quantités de dioxyde de carbone sans émettre de toxines nocives trouvées dans d'autres matériaux, ce qui profite à la fois à l'utilisateur et à l'environnement.

## Histoire

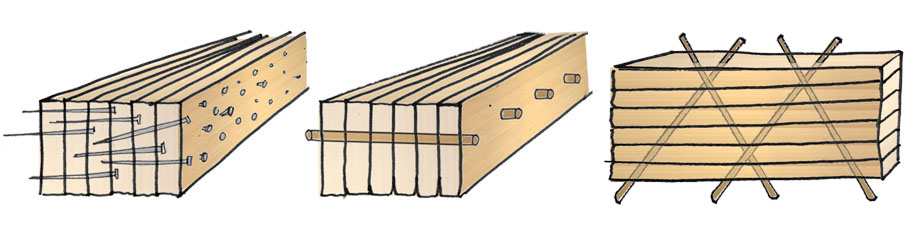
Types de construction Brettstapel

Le Brettstapel a été inventé dans les années 1970 par l'ingénieur allemand Julius Natterer  . Il est désormais couramment utilisé en Autriche, en Suisse et en Allemagne, et émerge lentement au Royaume-Uni. À l'origine, il se composait de poteaux en bois de qualité inférieure cloués ensemble pour former des panneaux suffisamment solides pour soutenir les mines et les chemins de fer. En 1999, une entreprise allemande a développé un système à chevilles qui reposait sur une teneur variable en humidité pour former des panneaux structurels solides, mais de nombreuses entreprises ont introduit de la colle dans le système pour le renforcer. En 2001, une nouvelle variante de Brettstapel a été développée où les chevilles obliques remplacent les perpendiculaires, résolvant ainsi les problèmes de séparation, et permettant des portées plus longues. À l'heure actuelle, une seule entreprise utilise le système de chevilles obliques tandis que toutes, à l'exception de deux (qui utilisent encore des clous), utilisent des chevilles perpendiculaires, la plupart du temps sans colle. Il existe maintenant une gamme d'entreprises produisant du bois lamellé-croisé CLT utilisant les chevilles en bois à base de Brettstapel.

## Fabrication

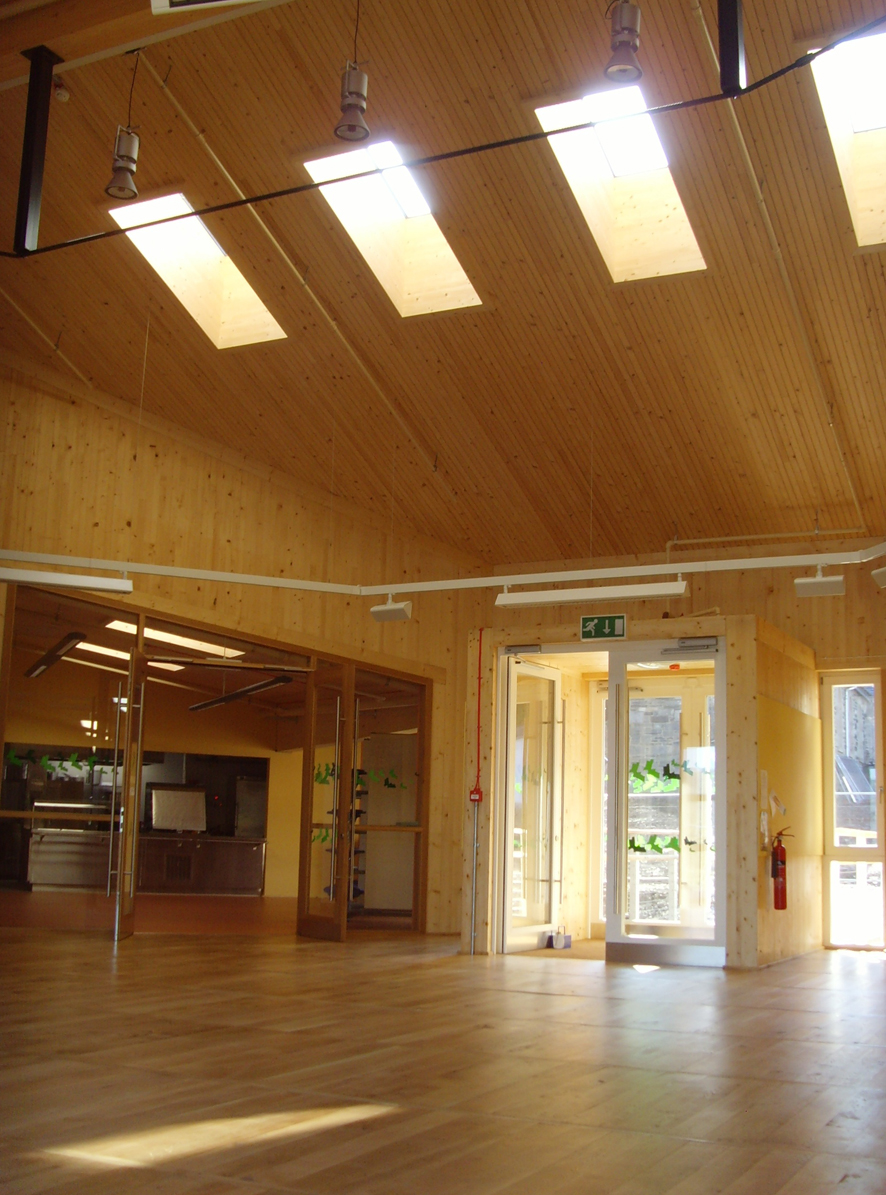
L'école primaire Acharacle. Brettstapel exposé

Tout au long du développement du Brettstapel, le bois de qualité inférieure (principalement l'épicéa ou le sapin) est resté la matière première de choix pour les poteaux alors que le hêtre est le plus volontiers utilisé pour les chevilles. En veillant à ce que les défauts naturels, tels que les nœuds dans les poteaux en bois ne soient pas adjacents les uns aux autres, du bois de mauvaise qualité peut être utilisé, ce qui en fait un moyen très économique d'utiliser une ressource à croissance rapide et sous-utilisée, dont le Royaume-Uni et l'Écosse en particulier, ont en abondance.
Brettstapel est fabriqué selon trois niveaux de qualité en fonction de la visibilité du produit final: Industrial, Standard et Exposed. Dans cette optique, la solution la plus rudimentaire consiste à utiliser du bois brut là où les panneaux doivent être recouverts. En variante, les poteaux peuvent être rabotés, chanfreinés et profilés pour donner une finition hautement esthétique et plus, les poteaux peuvent être modifiés avec des vides creux le long du bord pour améliorer les performances acoustiques. Brettstapel peut également être combiné avec du béton et de l'acier pour former des structures composites pour des projets plus exigeants tels que de grandes portées, des ponts et des fermes.

## Application
Brettstapel est généralement produit en panneaux de mur, plancher ou toit préfabriqué. La préfabrication a lieu dans des usines dédiées utilisant des machines spécialisées et une équipe expérimentée assurant un contrôle qualité strict et une construction rapide.
Les panneaux structurels sont généralement fabriqués en sections de 600 mm de large, fixés ensemble à l'aide de joints en bois, et combinés en outre avec un panneau de revêtement, une isolation et un pare-vapeur pour former les panneaux finis. Des ouvertures structurelles sont incorporées dans les panneaux et, dans certains cas les panneaux peuvent également incorporer la plomberie, et les équipements électriques, tandis que la finition extérieure varie généralement entre un enduit et un revêtement en bois appliqué sur place.

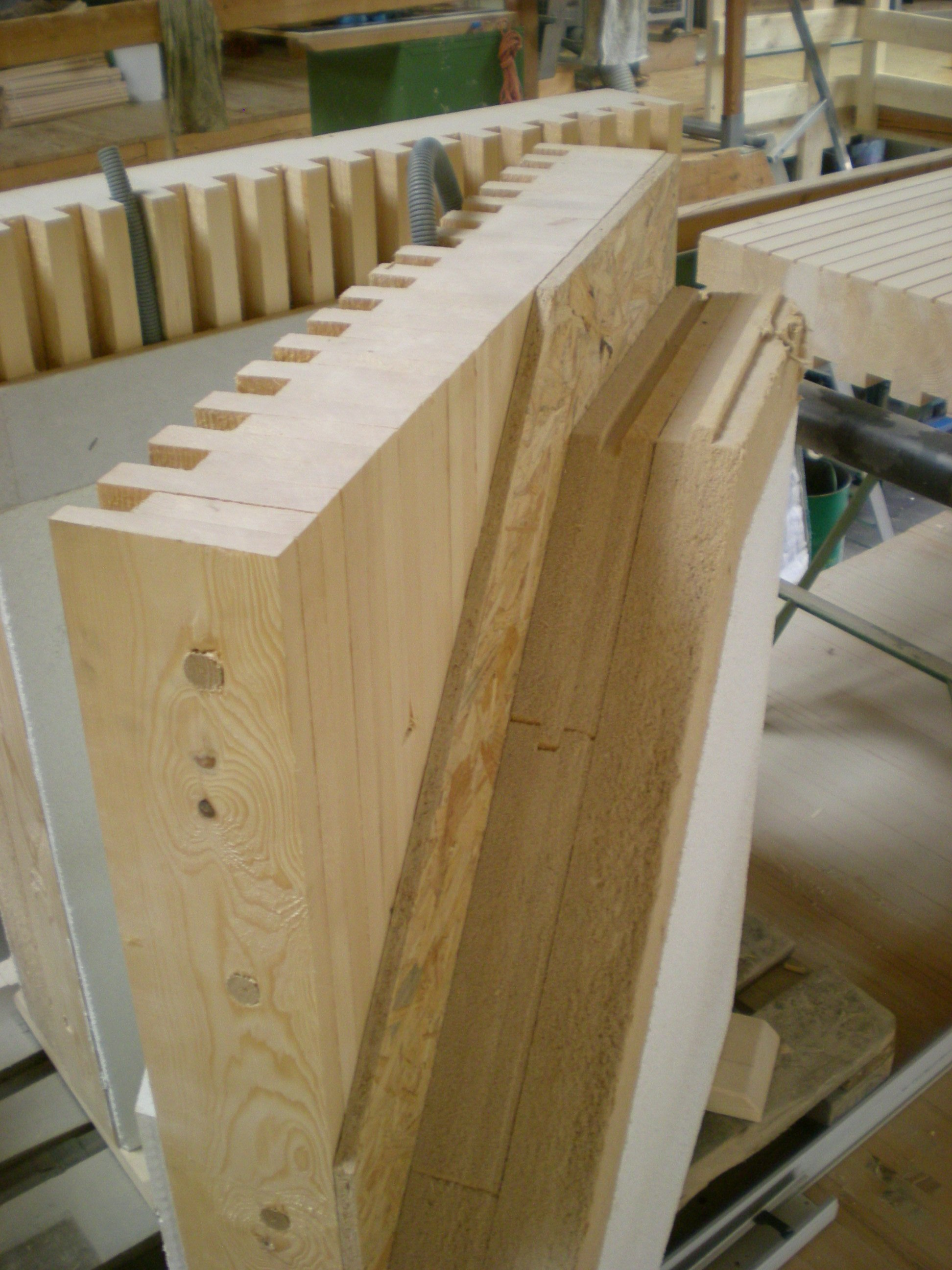
Panneau mural Brettstapel

Ce haut degré de préfabrication signifie que les bâtiments peuvent être fabriqués et érigés de manière extrêmement rapide et efficace. Il faut environ cinq semaines entre la coupe du bois séché et l'achèvement de l'aménagement d'une maison, tandis qu'une maison peut être érigée sur place et rendue étanche aux intempéries en quelques jours.
Structurellement, les fabricants peuvent produire des panneaux d'une longueur allant jusqu'à 12 à 15 mètres, bien qu'une portée de 7 mètres soit plus facilement réalisable avec un panneau de 210 à 250 mm de largeur. Les fermes Brettstapel peuvent être conçues pour couvrir des distances plus exigeantes, telles que celles requises dans les grandes unités industrielles et les ponts.
Le bâtiment le plus haut à utiliser des panneaux Brettstapel est actuellement le bâtiment « E3 » en Allemagne, de sept étages. Bien qu'il incorpore d'autres éléments en bois, des bâtiments de quatre étages ont été érigés uniquement en utilisant Brettstapel pour la structure. Les réglementations en matière d'incendie limitent actuellement la hauteur d'un bâtiment en bois, mais elles sont remises en question par les systèmes massifs en bois et des exemples plus hauts émergent; un panneau typique de 120 mm a une cote de résistance au feu de 60 minutes tandis que les panneaux structurels complets peuvent atteindre une cote de 90 minutes, ce qui est plus que celle des méthodes de construction en béton et en acier.
La construction contemporaine en Brettstapel est également employée à l'IBA Soft House à Hambourg, en Allemagne. Alors que le squelette en bois du bâtiment E3 est masqué par du plâtre, les panneaux Brettstapel de la Soft House sont exposés sur les sols intérieurs, les murs et les plafonds. Le bâtiment a ensuite été revêtu de couches d'isolant en laine minérale, d'un pare-eau et d'un écran pare-pluie en bois de mélèze pour assurer la stabilité contre les éléments naturels .

## Avantages
- Le dioxyde de carbone est l'un des principaux contributeurs au réchauffement climatique. Compte tenu de l'incorporation de 930 kilogrammes de dioxyde de carbone par mètre cube de bois, (l'équivalent de l'utilisation d'une voiture pendant deux mois), un bâtiment Brettstapel séquestre beaucoup plus de carbone qu'un bâtiment à ossature bois.
- Brettstapel possède d'excellentes propriétés thermiques et, s'il est utilisé efficacement, il pourrait réduire la demande énergétique jusqu'à 90% [7] raison de ses faibles valeurs U, de sa construction étanche à l'air et de sa masse thermique élevée, environ cinq fois plus élevée que la charpente en bois. Seul, il a une conductivité thermique de 0,13 W / (m⋅K) et les panneaux structurels complets atteignent des valeurs U comprises entre 0,12 et 0,24 W/(m2⋅K).
- La possibilité de préfabriquer des bâtiments hors site et de les ériger rapidement présente des avantages pratiques et économiques pour l'industrie britannique de la construction, en particulier compte tenu du climat défavorable.
- La demande d'énergie réduite, ainsi que la période de construction plus courte et moins exigeante en main-d'œuvre, contribuent de manière significative à réduire les coûts du cycle de vie d'un bâtiment. Cela compense le coût plus élevé des matériaux; Brettstapel coûte environ 20% plus cher qu'une superficie équivalente de construction à ossature bois.
- Spécifier Brettstapel non traité et exposé, sans colle ni clous, aide à produire un environnement intérieur sain et exempt de composés potentiellement nocifs trouvés dans d'autres matériaux; ceci est encore renforcé par la nature hygroscopique des panneaux préfabriqués.

## Industrie britannique

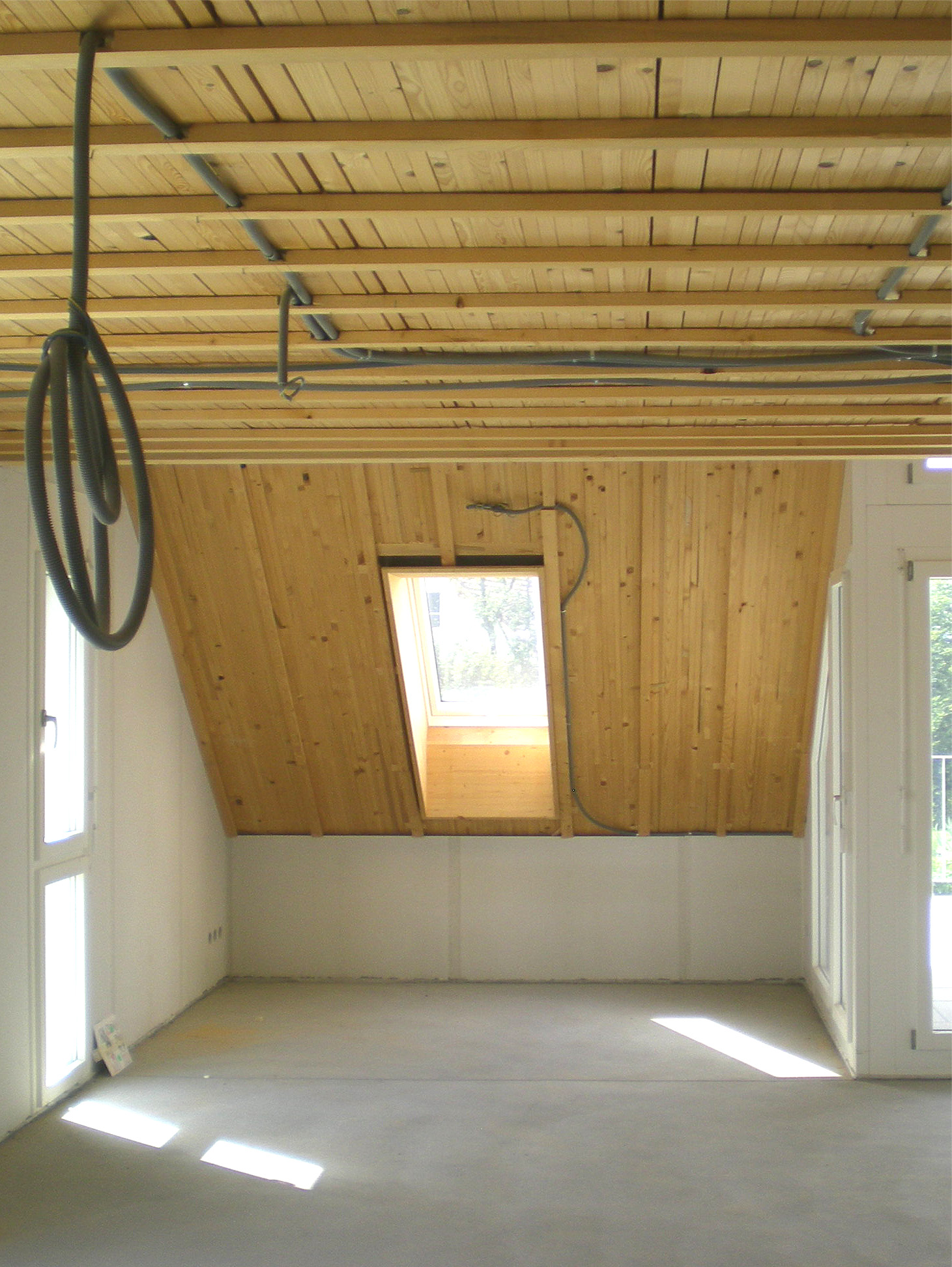
Brettstapel de qualité industrielle

Les projets Brettstapel commencent à être réalisés au Royaume-Uni, l'école primaire de Acharacle en Écosse est la première et établit une première qui pourrait être suivie d'autres. Certains projets de logements privés et publics sont également en cours de construction aux frontières écossaises et à Londres. Plummerswood Active House dans les Scottish Borders a reçu le Scottish Home Award for Architectural Excellence 2012.
Actuellement, Brettstapel est principalement fabriqué en Autriche, en Suisse, en Allemagne et en Norvège, ce qui a un effet négatif pour les utilisations britanniques, en raison de l'augmentation des coûts de transport et par la suite une énergie incorporée plus élevée. Les architectes et les clients britanniques commencent cependant lentement à utiliser plus fréquemment des systèmes de bois massifs, mais malgré tous les avantages qu'ils apportent, l'industrie britannique du bois manque à l'appel.
L'Écosse produit la majorité du bois britannique, dont 65% est utilisé pour les copeaux de bois, les clôtures, les emballages et la sciure, c'est du bois qui pourrait être utilisé dans la construction de Brettstapel. L'épicéa de Sitka cultivé au Royaume-Uni est une matière première idéale à utiliser pour Brettstapel car il s'agit d'un bois à faible couche qui pousse rapidement et représente environ le tiers de tout le bois au Royaume-Uni. Si un intérêt suffisant est généré, il est possible de concevoir que l'industrie sera bientôt incitée à produire plus de Brettstapel au Royaume-Uni en utilisant l'épicéa de Sitka; ce serait un débouché très rentable pour une ressource qui est actuellement principalement utilisée pour des produits moins chers.